# Badumna exsiccata
Badumna exsiccata là một loài nhện trong họ Desidae.
Loài này thuộc chi Badumna. Badumna exsiccata được miêu tả năm 1913 bởi Embrik Strand.